# Sol Terminal Computer
I Sol Terminal Computer sono una linea di personal computer basati sul microprocessore Intel 8080 e sul bus S-100 prodotti dal 1976 al 1979 da Processor Technology. Rispetto ad altre macchine dell'epoca, come l'Altair 8800, i computer Sol erano venduti già pronti all'uso, offrendo tutti i componenti necessari al loro funzionamento: il modello Sol-20 è infatti il primo computer venduto con tastiera e video integrati, una tipologia costruttiva che diverrà in seguito uno standard con l'uscita del Commodore PET e dell'Apple II.

## Storia
Nel 1975 Robert Marsh, un membro dell'Homebrew Computer Club, fondò con Gary Ingram la Processor Technology per produrre e vendere componenti per l'Altair 8800. Inizialmente focalizzata sulla produzione di schede di memoria, Processor Technology assunse Lee Felsenstein, un altro membro dell'Homebrew Computer Club, per sviluppare una scheda video, la VDM-1, messa in commercio nel 1976.
Durante lo sviluppo della VDM-1, Marsch si rese conto che Processor Technology era ormai in possesso di tutti i componenti necessari alla realizzazione di un computer completo. Affidò perciò il compito di assemblare una macchina con i vari componenti della propria produzione nuovamente a Felsenstein che, nel 1976, realizzò il Sol Terminal Computer.
La macchina fu presentata sul numero di luglio 1976 della rivista Popular Electronics. Il nome Sol deriverebbe da Les Solomon, il direttore tecnico della rivista, che aveva convinto Marsh a impostare il progetto; lo stesso Solomon sostiene che la Processor Technology scelse il nome a sua insaputa, per avere "qualcuno a cui dare la colpa" in caso di insuccesso.
Nato come terminale, il computer Sol era in realtà molto più potente e poteva anche eseguire autonomamente dei programmi inseriti dall'utente. Per questo motivo fu deciso di metterlo in vendita in entrambe le versioni, sia come semplice terminale sia come personal computer.

## Modelli

### Sol Terminal Computer
La serie Sol Terminal Computer era composta dalla sola unità centrale. Di questa serie facevano parte il modello Sol-10 ed il modello Sol-20. Il primo era stato progettato come semplice terminale e comprendeva soltanto il classico case azzurro con finiture in legno, una tastiera semplificata da 70 tasti ed una scheda madre senza slot di espansione. Il modello Sol-20 era destinato ad essere utilizzato come personal computer e usava una scheda madre con 5 slot di espansione ed una tastiera da 85 tasti.

### Sol System
I modelli della serie Sol System erano Sol-20 offerti con un pacchetto hardware/software più o meno completo:
- Sol System I: Sol-20 con 8 kB di RAM, scheda video con monitor, registratore a cassette e BASIC su cassetta;
- Sol System II: come il System I ma con 16 kB di RAM
- Sol System III: Sol-20 con scheda video e monitor, 32 kB di RAM, unità a disco e BASIC su floppy disk

## Hardware
L'hardware di base del Sol-10 e del Sol-20 era identico: la CPU era un Intel 8080 operante a 2 MHz che si interfacciava con la memoria e le periferiche mediante il bus S-100. Le schede di espansione fornivano RAM aggiuntiva (da 8 a 16 kB per scheda, fino ad un massimo di 48 kB) oppure particolari ROM contenenti determinati software in grado di eseguire alcune semplici operazioni. Queste schede ROM erano denominate "Personality Module", perché permettevano di dare al Sol-20 determinate caratteristiche di base.
La scheda VDM-1 sviluppata da Felsenstein permetteva di avere uno schermo video da 16 righe per 64 colonne di caratteri: non era la risoluzione standard dei terminali dell'epoca (24×80) ma era comunque un buon compromesso, considerando il costo della scheda (acquistabile anche separatamente per altri computer in standard S-100). L'output era visualizzabile su un comune TV domestico e la scheda sgravava la CPU del compito di generare il segnale video.
A differenza di altri computer "hobbistici", il case della macchina era stato pensato per poter essere disposto anche sulla scrivania di un ufficio: Felsenstein aveva infatti progettato un contenitore rifinito in legno e con una tastiera integrata, a differenza degli squadrati ed ingombranti contenitori metallici, tipo quello dell'Altair 8800.
Il Sol-10 integrava una tastiera semplificata da 70 tasti, più che sufficienti per lo svolgimento dei compiti di terminale per il quale era stato pensato. Il Sol-20 aveva invece una tastiera più professionale, con 85 tasti: i 15 tasti aggiuntivi comprendevano il tastierino numerico separato, che facilitava l'inserimento di lunghe liste di dati numerici.

### «Moduli della personalità»
Processor Technology forniva anche una serie di schede contenenti alcuni programmi precaricati su memoria non volatile (principalmente EPROM ma anche PROM e ROM). L'inserimento di queste schede nell'apposito alloggiamento permetteva alla «personalità» del computer di essere cambiata in pochi secondi. I moduli fornivano delle funzionalità base, assimilabili a quelle offerte da un BIOS:
- SOLOS: questa era la scheda preinstallata sui Sol-20 della serie "Sol Systems". Permetteva di caricare un programma in memoria, salvarlo, eseguire il codice ad una determinata locazione di memoria ed altre funzioni che rendevano il Sol-20 un terminale completamente autonomo.
- CUTER: versione della SOLOS sviluppata per altri computer 8080 che usavano la scheda VDM-1 di Processor Technology.
- CONSOL: versione ridotta ed economica della SOLOS, rispetto alla quale offriva meno funzionalità.
- BOOTLOAD: variante della SOLOS offerta in abbinamento alle macchine dotate di unità a dischi.
- SOLED: variante della CONSOL studiata per poter operare sui file anche in modalità non in linea.

## Software
I computer Sol potevano far girare diversi sistemi operativi: il CP/M di Digital Research; l'NS-DOS, il DOS di North Star Computers; il PTDOS, il DOS sviluppato da Processor Technology. Oltre ad essi era fornito anche un interprete BASIC su nastro o disco, a seconda dell'unità di archiviazione acquisita, ed alcuni editor ed alcuni pacchetti di videogiochi. Usando il CP/M, la maggior parte del software scritto per questo sistema operativo poteva girare anche sui computer Sol.